# Echo Park (1986)
Echo Park ist eine US-amerikanisch-österreichische Filmkomödie aus dem Jahr 1986. Regie führte Robert Dornhelm, das Drehbuch schrieb Michael Ventura. Die Filmhandlung, die im Stadtteil Echo Park in Los Angeles in Kalifornien, spielt dreht sich um aufstrebende Schauspieler, Musiker und Models, ist aber gleichzeitig auch der Inbegriff geplatzter Hollywood-Träume. Susan Dey, Tom Hulce und Michael Bowen sind in den Hauptrollen besetzt.

## Handlung
Der Film erzählt von Menschen, die im Stadtteil Echo Park von Los Angeles leben. Da wäre einmal May Greer, die einen achtjährigen Sohn namens Henry hat. Sie strebt eine Karriere als Schauspielerin an und jobbt bisweilen als Stripperin, nachdem sie ihren Kellnerinnenjob in einer Bar gekündigt hat. Da sie finanzielle Probleme hat, sucht sie einen Mitbewohner. Im selben Haus wohnt zum anderen der Österreicher August Reichenstein, der ähnliche Träume wie May hat und sich selbst als „body sculptor“ bezeichnet. Sein großes Vorbild ist Arnold Schwarzenegger. Momentan arbeitet er jedoch in einem Fitnessclub, der seinem Chef Syd gehört. Dieser stört sich daran, dass August nicht so mit den Kunden umgeht, wie er das gern hätte. Mit May verbindet ihn eine lockere Beziehung, die auf Einsamkeit und Sex basiert und nichts mit wirklicher Liebe zu tun hat. 
Als der Pizzalieferant Jonathan May beliefert, verliebt er sich sofort in sie. Als er von Mays Suche nach einem Mitbewohner erfährt, nutzt er die Gelegenheit und zieht bei ihr ein, obwohl er eigentlich gar kein Zimmer braucht. Da Jonathan recht schüchtern und eher introvertiert ist, lässt er May nicht spüren, was er für sie empfindet. In seiner Freizeit schreibt er Gedichte und Lieder, die er jedoch niemanden zeigt, obwohl er wirklich begabt ist. Zu Mays Sohn Henry baut Jonathan jedoch schnell eine gute Beziehung auf. Sie unternehmen viel miteinander, und Henry begleitet Jonathan häufig, wenn er Pizzas ausliefert.
August hat inzwischen erfahren, dass im österreichischen Generalkonsulat ein Empfang stattfindet, an dem auch Arnold Schwarzenegger teilnimmt. Er überlegt, wie er es anstellen könnte, an diesem Empfang teilzunehmen, um sein Idol zu treffen. Er verspricht sich davon einen Karriereschub. Jonathans Träume sehen ganz anders aus, er träumt davon May zu heiraten, befürchtet aber, dass sie den muskelbepackten August bevorzugen könnte. May glaubt indes, ein Vorstellgespräch für eine Rolle als Schauspielerin ergattert zu haben, es stellt sich jedoch heraus, dass hinter diesem Termin nur das Angebot steckt, auf einer Geburtstagsfeier zu strippen. May sieht das jedoch positiv, da sie nun einen Job hat, der mit Unterhaltung zu tun hat und ihr zudem mehr Geld einbringt und eventuell auch die erhofften Kontakte in der Filmbranche.
Als Jonathan eines Tages Pizza an eine Gruppe von Bikern ausliefert, schlagen diese ihn grundlos zusammen. Das ruft August auf den Plan, der Jonathan zusammen mit Freunden aus dem Fitnessstudio rächt. Kurz darauf wird August für einen Werbespot getestet, in dem er einen Wikinger geben soll. Das ist für alle ein Grund, eine Feier am Strand zu veranstalten. August will in dieser gelösten Stimmung von Jonathan wissen, ob er heterosexuell sei, da er ihn nie mit einer Frau sehe. Jonathan erklärt ihm, dass er nicht an Gelegenheitssex interessiert sei, sondern eine wirkliche Beziehung führen möchte.
Eines Tages erhält May den Auftrag, als Braut verkleidet, in einem scheinbar leeren Motelzimmer zu strippen. Dann jedoch erscheint Jonathan, der einen Smoking trägt und May endlich gesteht, dass er sie liebt. May fühlt sich bedrängt und erklärt ihm, dass Liebe nicht das sei, was sie suche. Wenn er das akzeptiere, könne er aber trotzdem sein Zimmer bei ihr behalten. Etwa zur selben Zeit verwüstet August das Fitnessstudio, da Syd sich geweigert hat, ihn dort für Wikinger Spray werben zu lassen. Daraufhin wird August festgenommen, was dazu führt, dass sein Vater aus Österreich anreist, um seinem Sohn die Leviten zu lesen. Inzwischen haben May und Jonathan die geforderte Kaution für August zusammengebracht und hinterlegt, sodass er das Gefängnis verlassen darf. 
Zu einem Zwischenfall kommt es, als Jonathan zusammen mit Henry Pizza anlässlich einer Party ausliefert und Henry sieht, wie seine Mutter von einem der Partygäste gestreichelt wird. Der Junge rennt daraufhin weg. Nachdem seine Verfolger ihn zurück zu seiner Mutter gebracht haben, fließen bei beiden Tränen. Eine gute Nachricht für May ist indes, dass einer der Partygäste Gefallen an ihr gefunden hat und sie für einen Werbespot buchen möchte. Vielleicht wird ihr Traum, Schauspielerin zu werden, ja doch noch wahr. 

## Produktion

### Produktionsnotizen
Produziert wurde der Film von Sasha-Wien-Film, Walter Shenson Production und Robert Dornhelm Film, vertrieben von Michael Ventura. Ab Sommer 1984 wurde im Stadtteil Echo Park von Los Angeles (wo früher zahlreiche Filmstudios angesiedelt waren und sich seit dem Zweiten Weltkrieg Immigranten niederlassen), sowie in Innsbruck, Salzburg und Wien gedreht. Der Film spielte in den Kinos der USA 701.892 US-Dollar ein. Im Filmabspann erscheint folgende Danksagung: „Besonderer Dank an Peter Shepherd.“ Im Abspann heißt es: „Dieser Film wurde mit einem Stipendium des Österreichischen Filmfonds und des ORF produziert.“

### Filmmusik
- Strip-O-Gram von Bo Harwood & Bobbi Permanent
- She’s About A Mover von Doug Sahn, gespielt von Jimmy Woods & The Immortals
- Immortal Strut von Jimmy Woods & The Immortals, gespielt wie zuvor
- The Need, geschrieben und gespielt von Dean Chamberlain
- Twice As Hard von Steve Richardson & Chris Show, gespielt von The Sights
- Wild Roses von Mark Walton und Shandi & Boles, gespielt von Shandi
- Tomorrow’s Gonna Be A Better Day von Mark Walton & Tom Boles, gespielt von Johnette
- My Eyes Have Seen, geschrieben und gespielt von Black Patti
- Imagination, geschrieben und gespielt von David Baerwald
- Give And Take, Musik von Bill Wyman, Text von John Wilson, gesungen von Julie Christensen und Mike Sherwood

### Hintergrund
Die Hauptdarsteller Susan Dey und Tom Hulce wurden, so berichtet ein Artikel in der Los Angeles Times vom 21. Juni 1986, nach Abschluss der Dreharbeiten gebeten, zum Set zurückzukehren. Dort erfuhren sie vom Regisseur Robert Dornhelm, dass die Produzenten Befürchtungen hegten, der Film spiegele nicht wider, dass er auch eine Liebesgeschichte zwischen Hulce und Dey enthalte. Deshalb sei geplant, den Film neu zu bearbeiten. Die Schauspieler nahmen vor dem österreichischen Filmausschuss Stellung und verteidigten den Film dahingehend, dass es besser sei, die ursprüngliche Geschichte so zu lassen, wie sie sei. Sie konnten die Mitglieder des Ausschusses überzeugen.

### Veröffentlichung
Premiere hatte der Film am 2. April 1986 in Los Angeles. In der Woche 25. April 1986 lief er in New York an. Am 3. September 1985 wurde er auf der Mostra Internazionale d’Arte Cinematografica in Italien vorgestellt. Am 28. März 1986 kam er in die italienischen Kinos. In Dänemark wurde er im April 1986 veröffentlicht. In der Bundesrepublik Deutschland war erstmals am 17. April 1986 zu sehen. 
In den Vereinigten Staaten wurde Echo Park am 25. Juli 1986 veröffentlicht. Veröffentlicht wurde er zudem in Argentinien, Bulgarien, Finnland, Spanien und im Vereinigten Königreich.
Als Einzelfilm mit einer deutschen Tonspur ist der Film 2006 auf DVD erschienen. Enthalten ist er zudem in der Edition „Der österreichische Film Gesamtbox 1–25“.

## Rezeption

### Kritik
Vincent Canby schrieb in der New York Times, der Film sei „leutselig, aber träge“. Es geschehe nichts Besonderes, die drei Hauptfiguren würden lediglich beobachtet. Die Leistungen der drei Hauptdarsteller seien „gewinnend“.
Roger Ebert schrieb in der Chicago Sun-Times, der Film lege nahe, jeder in Los Angeles sei „ein bißchen verrückt“ – und dies sei „OK“, weil es die Individualität einer Person zeige. Er habe keine große Botschaft zu vermitteln und keine besondere Handlung zu erzählen (“‘Echo Park’ has no great statement to make and no particular plot to unfold”). Er erzähle nur von den drei Protagonisten und deren Leben.
Der Kritiker Dennis Schwartz meinte, der Film zeige Sympathie für die Ausgestoßenen und Freaks, die am Rande der amerikanischen Gesellschaft leben. Der in Rumänien geborene und in Wien ausgebildete Robert Dornhelm bringe eine gewisse Milos Forman-Schrulligkeit ins Spiel. Die Filmkomödie biete keine wesentlichen Erkenntnisse, aber viel Geschwätz und vorhersehbare Sitcom-Emotionen, die manchmal ins Schwarze träfen.
Frederic und Mary Ann Brussat waren auf der Seite Spirituality Practice der Meinung, Echo Park werde gekonnt von Robert Dornhelm inszeniert, und auch der Drehbuchautor Michael Ventura leiste hervorragende Arbeit, um die Prüfungen und Wirrungen dieser verletzlichen Charaktere bei ihrem Streben nach Erfolg zu präsentieren. Die Darbietungen der drei Hauptdarsteller seien lustig, traurig und einnehmend.
Der Filmkritiker Robert Horton schrieb auf seiner Seite What a Feeling!, Echo Park sei ein freundlicher kleiner Independent-Film, der sich sehr bemühe, skurril und pfiffig zu sein. Sein Problem sei allerdings, dass Skurrilität und Pfiffigkeit bereits am Weinstock sterben, wenn man die Anstrengung zu sehr merke. Bei Echo Park sei es so, dass viel in den Weinstöcken hängenbleibe. Vor allem aufgrund der attraktiven Besetzung und der zugrunde liegenden Thematik sei der Film jedoch schmerzfrei. Einzelne Szenen seien sehr amüsant. Insgesamt habe der Film einige erzählerische Aussetzer und es gebe Szenen, deren Ende offen bleibe, zudem scheine es so, als ob ganze Szenen ausgelassen worden seien. Das alles machten die Schauspieler mit ihrer Authentizität aber wieder wett, sie würden dafür sorgen, dass Echo Park amüsant sei. Dey erweise sich für die Rolle der May als genau richtig, sie sehe aus und spreche wie eine Person, die ein bisschen zu lange auf den großen Durchbruch gewartet habe.
Die Zeitschrift TV direkt 25/2007 kritisierte das „durchgeknallte Ende“, welches den Film runterziehe.
Die Reaktion von Kino.de bescheinigte dem Film: „‚Echo Park‘ ist eine österreichisch-amerikanische Ko-Produktion aus den Achtzigern, die gekonnt gewitzt den American Dream auf die Schippe nimmt und mit viel Tiefe und Mitgefühl ihre Figuren liebenswert und menschlich macht.“
Für die Redaktion des Filmdienstes handelt es sich um eine „gut fotografierte, amüsaante Dreiecksgeschichte über Liebe, Freundschaft und Sexualität in einer Welt der Träume. – Ab 16“.

### Lobende Erwähnungen
Jeweils lobend erwähnt wurde der Film bei folgenden Filmfestivals
- Festival des amerikanischen Films in Deauville in Frankreich
- Internationale Filmfestspiele von Venedig in Venedig in Italien
- London Film Festival in London im Vereinigten Königreich